# START TRANSACTION
START TRANSACTION (někdy též BEGIN WORK či jen BEGIN) je příkaz, který v jazyce SQL zahájí databázovou transakci.
Žádná změna provedená od tohoto okamžiku nebude viditelná ostatním uživatelům, dokud nebude zavolán příkaz COMMIT nebo příkaz ROLLBACK. Příkaz ROLLBACK vrátí databázi do stavu před započetím transakce. Jak příkaz COMMIT, tak i ROLLBACK ukončí aktuální transakci. Pro spuštění nové transakce je třeba použít znovu příkaz START TRANSACTION.
V jazyce SQL je možné použít totožné příkazy BEGIN, BEGIN TRANSACTION a START TRANSACTION. BEGIN se občas plete s jiným příkazem GO, který slouží ke spuštění více zadaných SQL příkazů a s transakcemi nemusí mít nic společného.